# 中西健夫
中西 健夫（なかにし たけお、1956年12月11日 - ）は、株式会社ディスクガレージ取締役会長。一般社団法人コンサートプロモーターズ協会会長（2012年就任）。

## 来歴
京都府京都市出身。1972年に京都にてバンド活動開始。1979年に京都産業大学経済学部卒業。同年にメジャーデビュー。
1980年に株式会社ディスクガレージにアルバイトとして入社し、翌年に社員となる。1997年4月に同社の代表取締役社長に就任。
2014年には旧国立競技場のファイナルイベントの興行を手がけた。
近年は都心のコンサート会場不足（2016年問題）に、音楽プロモーターとしての危機感を感じ、有明アリーナの建設を切望もしている。